# Modelo de los cinco factores alternativos de la personalidad
El modelo de los cinco factores alternativos de la personalidad, también llamado modelo de los "cinco alternativos" está basado en la idea de que la estructura de los rasgos en la personalidad humana se encuentra mejor explicado por cinco factores amplios llamados impulsiva búsqueda de la sensación (ImpSS),[nota 1] neuroticismo-ansiedad (N-Anx), agresión-hostilidad (Agg-Host), sociabilidad (Sy) y actividad (Act). El modelo fue desarrollado por Marvin Zuckerman y sus colegas como rival del famoso modelo de los cinco factores (también llamado "modelo de los cinco grandes") y está basado en la suposición de que los rasgos "básicos" de la personalidad son aquellos con una fuerte base biológico-evolutiva. Una de las diferencias salientes entre estos dos modelos es que el modelo de los "cinco alternativos" carece de cualquier equivalente a la dimensión llamada "apertura a la experiencia" en el modelo de los cinco factores.

## Desarrollo del modelo
El objetivo de Zuckerman y sus colegas al desarrollar el Modelo de los cinco alternativos fue el de identificar los factores "básicos" de la personalidad. Zuckerman argumentó que los factores básicos tienen una base biológico-evolutiva como fue evidenciado por rasgos comparables en especies no humanas, marcadores biológicos, y una moderada heredabilidad.  El modelo fue desarrollado administrándole a los participantes de la investigación un gran número de cuestionarios preexistentes de la personalidad y sometiendo los resultados a un análisis factorial. Los cuestionarios fueron seleccionados sobre la base de su uso en la investigación psicobiológica. Los cuestionarios solían incluir el Inventario de Personalidad de Jackson, el Formulario de Investigación de la Personalidad, el Cuestionario sobre la Personalidad de Eysenck, las escalas de la búsqueda de la sensación y muchos otros, incluyendo una medición de la deseabilidad social.  Marcadores de "cultura", "intelecto", y "apertura" fueron intencionadamente excluidos, debido a que estos rasgos no se encuentran presentes en especies no humanas. Los investigadores compararon modelos de tres a siete factores diferentes. Descubrieron que tanto tres como cinco factores eran aceptables, pero argumentaron que la solución de los cinco factores era preferible debido a una mayor especificidad.

### Naturaleza de los cinco factores
- Neuroticismo-Ansiedad: mide la ansiedad, el miedo, la emocionalidad en general, la psicastenia y la inhibición de la agresión. Este factor también está asociado a la indecisión obsesiva, la falta de autoconfianza, y sensibilidad a la crítica.[2]

- Agresión-hostilidad vs. deseabilidad social: mide la agresión, la hostilidad, la rabia, la carencia de control inhibitorio y la baja deseabilidad social. Este factor está relacionado con la rudeza, con el comportamiento desconsiderado y antisocial, la vengatividad, el temperamento iracundo y la impaciencia.[2]

- Búsqueda de la sensación impulsiva: registra una baja socialización y un alto psicoticismo, impulsividad, y búsqueda de la sensación. Los elementos de impulsividad causan una carencia de planificación y una tendencia a actuar sin pensar. Los elementos de búsqueda de la sensación son un gusto por las emociones y la excitación, la novedad y la variedad, los amigos y las situaciones imprevisibles.[2]

- Sociabilidad: registra la afiliación, la participación social, la extraversión. Les gustan las fiestas grandes, las interacciones con muchas personas y sienten aversión por el aislamiento.[2]

- Actividad: registra un comportamiento enérgico y persistencia. Este factor está asociado con la necesidad de mantenerse activo y los sentimientos de la inquietud cuando no hay nada para hacer.[2]

Un auto-reporte llamado el "Cuestionario de la Personalidad de Zuckerman-Kuhlman", Forma III, Revisado (ZKPQ, por las siglas en inglés de Zuckerman-Kuhlman Personality Questionnaire) ha sido desarrollado para evaluar estos cinco rasgos. Consta de 99 elementos en un formato de verdadero-falso. Además de la escala que mide los cinco factores,  contiene una escala de validez de la "infrecuencia". La aprobación de estos elementos indica una exagerada deseabilidad social, ya que estos elementos probablemente no sean ciertos. La escala de la ImpSS difiere de la escala de la búsqueda de la sensación en que omite deliberadamente algunos elementos, mencionando actividades concretas como beber, tener sexo, el uso de fármacos, o la práctica de deportes arriesgados. Estos elementos fueron omitidos para facilitar la investigación de estas actividades evitando las correlaciones basadas puramente en la semejanza entre los elementos y las actividades. El ZKPQ ha sido traducido al alemán, catalán, español, chino, y japonés.

## Comparación con otros modelos de la personalidad
El modelo de los "cinco alternativos" corresponde a rasgos del modelo de tres factores de Eysenck, y a cuatro de los cinco rasgos del modelo de los cinco grandes. El rasgo de neuroticismo-ansiedad es básicamente idéntico al de neuroticismo, mientras que el de sociabilidad es muy similar al de extraversión en el modelo de Eysenck y el de los cinco factores. La impulsiva búsqueda de la sensación se encuentra asociada positivamente con el psicoticismo en el modelo de Eysenck, y negativamente con la consciencia en el modelo de los cinco grandes factores, y ha sido argumentado que la psicopatía representa una forma extrema de este rasgo. La agresión-hostilidad es lo contrario a la cordialidad en el modelo de los cinco grandes factores. Zuckerman y sus colegas notaron que el factor de la actividad es incluido dentro del factor de extraversión en algunos modelos de la personalidad, pero argumentó que tendría que ser considerado una dimensión independiente del temperamento distinto al de la sociabilidad. Un estudio más tardío que compara el modelo de Zuckerman con el modelo de los cinco grandes utilizando análisis factoriales descubrió que la actividad, la sociabilidad, y la extraversión podrían incluirse en un solo factor, sugiriendo que la actividad y la extraversión son factores que se encuentran estrechamente relacionados.

### Relación con el Inventario de Carácter y Temperamento
Un estudio de Zuckerman y Cloninger exploró las relaciones entre el modelo de los cinco alternativos y el Inventario del Carácter y el Temperamento (TCI), otro modelo psicobiológico. La búsqueda de la novedad está fuertemente relacionada con la impulsiva búsqueda de la sensación y, a un grado menor, a la sociabilidad. La evitación de daño se encuentra positivamente asociada con la N-Anx y negativamente con la sociabilidad. Zuckerman y Cloninger expresaron que la evitación de daño es un componente la dimensión que comprende la introversión neurótica en un extremo y a la extraversion estable en el otro. La persistencia está relacionada con la actividad, reflejando una preferencia para el trabajo duro o desafiante en su última escala. La amabilidad o cordialidad, es inversa a la escala de agresión-hostilidad. Las otras dimensiones del Inventario poseen asociaciones más modestas con el modelo de los cinco alternativos. La dependencia a la recompensa posee una asociación positiva moderada con la sociabilidad, y una modesta correlación negativa con la agresión-hostilidad y la ImpSS. La auto-directividad se encuentra relacionada negativamente con la N-Anx y a un menor grado con la Agg-Host, y tiene una asociación positiva moderada con la actividad. La auto-trascendencia posee una asociación positiva moderada con la impulsivo búsqueda de la sensación.

### Omisión de la apertura a la experiencia
Zuckerman ha argumentado que la apertura a la experiencia no está dentro del criterio de ser un verdadero factor "básico" de la personalidad. Zuckerman declaró que los factores de la personalidad en el modelo de los cinco alternativos tiene una base evolutiva y puede ser identificado en especies no humanas, pero ese no es el caso de la apertura. Además, de las seis escalas utilizadas para definir la apertura, solo una de ellos (Acciones) pertenece a la esfera del comportamiento. Las escalas de la búsqueda de la sensación, por otro lado, son de un contenido más conductista, y la búsqueda de la sensación no tiene una relación claramente definida con el modelo de los cinco grandes, lo que sugiere que está relacionado con un factor básico independiente.
La decisión de Zuckerman y sus colegas de intencionadamente omitir de su análisis las escalas de apertura a la experiencia fue fuertemente criticado por Costa y McCrae, quienes propusieron el modelo de los cinco factores (FFM, por las siglas en inglés de Five Factor Model). Costa y McCrae analizaron nuevamente la información utilizada por Zuckerman y sus colegas, y encontraron que emergían equivalentes de cada uno de los cinco factores en el FFM, incluyendo la apertura. Incluso aunque Zuckerman y sus colegas hayan intentado deliberadamente omitir todas las escalas de la apertura, Costa y McCrae argumentaron que la "estructura cognitiva" (aversión a la ambigüedad o incertidumbre en la información) es un marcador válido de (baja) apertura. La estructura cognitiva formó parte de un factor en este análisis junto con otro rasgo que se sabe que es asociado con la apertura, que incluye la búsqueda de la experiencia de la escala de la búsqueda de la sensación, y la "autonomía"[nota 2] del Formulario de la Investigación sobre lala Personalidad. Un estudio que compara el modelo de Zuckerman con el modelo de los cinco grandes, establece que la apertura a la experiencia parece ser una dimensión de personalidad separada de otros rasgos tanto en el modelo de los cinco grandes como en el modelo de los cinco alternativos.